# Dieudonné Bantsimba
Pour les articles homonymes, voir Bantsimba.
Dieudonné Bantsimba, né le 14 juillet 1957 à Madingou (Bouenza), est un homme politique congolais. Il est le maire de Brazzaville, capitale de la République du Congo, depuis le 22 mai 2020.

## Biographie

### Jeunesse et formation
Dieudonné Bantsimba est né le 14 juillet 1957 à Madingou dans le département de la Bouenza (République du Congo). Ayant grandi dans le quartier de Poto-poto (Brazzaville), Dieudonné Bantsimba est issu d'une famille influente. Il est le demi-frère cadet du ministre de la Défense, le général Charles Richard Mondjo.
Il est titulaire d'un troisième cycle de l'Institut d'urbanisme de Paris en France et d'un diplôme d'études approfondies (DEA) en géographie urbaine.

### Carrière
Au début des années 1990, Dieudonné Bantsimba intègre les instances de la municipalité de Brazzaville. Entre 1990 et 1992, il a été directeur de la gestion foncière urbaine à la mairie de Brazzaville, avant de devenir conseiller à l’urbanisme au cabinet du maire de Brazzaville de 1992 à 1994. En 1993, il a également exercé les fonctions d’attaché chargé des questions des villes au cabinet du chef de l’État. De 1994 à 2003, il a dirigé la gestion foncière et l’urbanisme à la mairie de Brazzaville. De 2004 à 2012, il a exercé en tant que chargé de mission au cabinet du président de la République Denis Sassou-Nguesso. Dans le cadre de cette fonction, il a notamment été mobilisé pour piloter le projet de cadastre national, en raison de son expertise reconnue en urbanisme,. 
En 2012, il devient directeur de cabinet du ministre à la présidence de la République, chargé de l'Aménagement du territoire et de la Délégation générale aux grands travaux, Jean-Jacques Bouya,.

## Politique

### Député
Membre du comité central du Parti congolais du travail (PCT), Dieudonné Bantsimba est élu en juillet 2022, député de la deuxième circonscription de Mfilou-Ngamaba,.

### Maire de Brazzaville
À la suite de la révocation du précédent maire de Brazzaville, Christian Roger Okemba, en avril 2020 pour malversations financières, une nouvelle élection est organisée pour trouver son remplaçant et terminer son mandat, qui s'étend jusqu'en 2022. Seul candidat en lice après le retrait des autres candidats du PCT par consensus, Dieudonné Bantsimba est élu maire de Brazzaville le 22 mai 2020 à l'âge de 63 ans, avec 98 voix sur 101,,. Il succède au vice-président adjoint au maire, Guy Marius Okana, qui avait assuré l’intérim du poste,.
Installé dans ses fonctions par le ministre délégué à la décentralisation, Charles Nganfouomo, il place son mandat sous le signe de l'assainissement de la ville et de l'amélioration des conditions de travail des agents municipaux. Il doit faire face à plusieurs problèmes, comme l’assainissement, les nuisances sonores, les érosions de terrain et l'insécurité,.
En septembre 2022, Bantsimba est réélu maire de Brazzaville par le conseil municipal. Le mandat est de 5 ans.

## Vie privé
Dieudonné Bantsimba est marié et père de quatre enfants.